# Tour de France 2010/15. Etappe
Die 15. Etappe der Tour de France 2010 am 19. Juli führte über 187,5 km von Pamiers nach Bagnères-de-Luchon. Auf dieser Bergetappe gab es zwei Sprintwertungen und vier Bergwertungen, eine der Hors Catégorie, zwei der 2. Kategorie und eine der 4. Kategorie. Wie am Vortag gingen 175 der 198 gemeldeten Teilnehmer an den Start.

## Rennverlauf
Nachdem die Fahrer durch eine drei Kilometer lange neutrale Zone gefahren waren, erfolgte um 12:23 Uhr der reale Start. Pawel Brutt attackierte als Erster nach drei Kilometern ruhiger Fahrt, er wurde allerdings kurz darauf schon wieder eingefangen. Johan Vansummeren und Jérôme Pineau waren die nächsten Angreifer, aber auch diese Fahrer wurden nacheinander wieder eingefangen. Einer Gruppe um Anthony Charteau erging es nicht anders. Nacheinander griffen eine Gruppe von fünf und eine von sieben Fahrern an, die aber ebenfalls wieder zurückgeholt wurden. Durch das hohe Tempo riss das Feld auseinander, wobei Andy Schleck, Robert Gesink und Charteau sich in der hinteren Gruppe befanden. Das Team Saxo Bank führte die beiden Gruppen aber wieder zusammen. Im Anstieg zur ersten Bergwertung konnte sich eine zehnköpfige Gruppe lösen, in der sich Thor Hushovd und Alessandro Petacchi befanden. Pierrick Fédrigo gewann vor diesen beiden die Bergwertung. Danach wurde allerdings auch diese Gruppe vom Feld wieder eingeholt. Die Sprinterteams kontrollierten auf dem Weg zur ersten Sprintwertung das Tempo, das in der ersten Rennstunde bei 47,5 km/h lag. Allerdings gingen die Führenden der Sprintwertung leer aus, da Jeremy Hunt, Damien Monier und Pineau die Punkte unter sich aufteilten. Danach konnte sich eine Gruppe um Petacchi und Charteau kurz lösen, bevor auch sie wieder eingeholt wurden. Martin Elmiger war der Nächste, der nun angriff, der aber ebenso wie die ihn verfolgende Vierergruppe wieder eingefangen wurde. Nicolas Vogondy war der nächste Angreifer. Verfolgt wurde er von einer Gruppe, die nach und nach auf 32 Fahrer anwuchs. Diese Gruppe war aber zu groß, um vom Feld weggelassen zu werden, und wurde wieder eingefangen. Brian Vandborg und Luke Roberts setzten sich danach ab und wurden von acht weiteren Fahrern verfolgt. Diese waren Vansummeren, Sergei Iwanow, Lloyd Mondory, Alessandro Ballan, Francesco Reda, Thomas Voeckler, Sébastien Turgot und Aitor Pérez. Diese Gruppe ließ das von Saxo Bank und Omega Pharma-Lotto geführte Feld schließlich ziehen. Mauro Santambrogio gab währenddessen die Tour auf.
Voeckler gewann die Bergwertungen auf dem Col de Portet-d’Aspet und dem Col de Ares, während der Vorsprung der Gruppe am Ares bereits fast zehn Minuten betrug. Turgot fuhr als Erster über die zweite Sprintwertung. Vor dem Port de Balès erreichte die Gruppe ihren größten Vorsprung von knapp elf Minuten. Iban Mayoz, Anthony Geslin und Brett Lancaster stürzten zu Beginn des Anstiegs im Feld, alle drei Fahrer konnten aber trotz Verletzungen weiterfahren. Saxo Bank und Astana machten wieder die Tempoarbeit im Feld. Am Anstieg zum Port de Balès mussten einige Fahrer in der Spitzengruppe abreißen lassen, sodass zunächst nur noch Iwanow, Vansummeren, Voeckler, Vandborg, Ballan und Pérez übrig blieben. Es folgte ein Angriff Voecklers, in dessen Nähe nur Vansummeren und Ballan blieben. Kurz darauf konnte Vansummeren auch Ballan nicht mehr folgen. Voeckler baute seinen Vorsprung auf seine Verfolger unterdessen weiter aus.
Auch im Feld fielen weitere Fahrer zurück. Unter ihnen befand sich auch Nicolas Roche, der wegen eines Defekts den Anschluss verlor. Sein in der Gesamtwertung schlechter positionierter Teamkollege John Gadret verweigerte seinem Kapitän jedoch die Hilfe und fuhr weiter. Schleck griff seine Konkurrenten an, es bildete sich eine Gruppe der ersten Fünf der Gesamtwertung. Zu diesem Zeitpunkt wurden auch die ersten Ausreißer wieder eingefangen. Die Gruppe um Schleck nahm aber wieder Tempo raus und die Verfolgergruppe konnte wieder anschließen. John Gadret griff daraufhin zweimal an und konnte sich beim zweiten Versuch auch lösen. Schleck griff danach erneut an, verfolgt von Alexander Winokurow. Dabei sprang ihm beim Schalten die Kette vom Blatt und Winokurow nahm als Reaktion darauf wieder Tempo raus. Zu diesem Zeitpunkt griff Alberto Contador an, der zusammen mit Denis Menschow und Samuel Sánchez nach vorn fuhr. Trotz Schlecks Kettenproblem zog die Gruppe ihren Angriff durch und nutzte die Gelegenheit, Schleck Zeit abzunehmen. Unterdessen gewann Voeckler auch die letzte Bergwertung, womit er Schleck vom dritten Platz in der Bergwertung verdrängte. Ihm folgten Pérez und Ballan. Am Gipfel holte die Gruppe um Contador auch Roberts ein, der sich vor Sánchez noch die letzten zehn Bergpunkte sicherte. Schleck, der wegen des Defekts etwa 40 Sekunden Zeit verloren hatte, kämpfte sich wieder nach vorn und überholte mehrere Fahrer in der Verfolgung. Bis zum Gipfel konnte er seinen Rückstand auf etwa 20 Sekunden verringern. In der Abfahrt arbeitete er mit Jurgen Van Den Broeck zusammen, kam aber nicht näher an Contador, Sánchez und Menschow heran. Winokurow schloss in der Abfahrt auf das Duo auf.
Voeckler erreichte als Erster das Ziel und gewann die Etappe. 1:20 Minuten später folgten Ballan und Pérez, die die nächsten Plätze unter sich ausmachten. Die Gruppe um Contador, die auf der Abfahrt weitere Fahrer aus der ehemaligen Ausreißergruppe eingeholt hatte, erreichte knapp drei Minuten nach Voeckler das Ziel. Mondory gewann vor Roberts den Sprint um Platz vier. Die Gruppe um Schleck hatte im Ziel 39 Sekunden Rückstand auf die Gruppe um Contador. Schleck hatte damit den Kampf um das Gelbe Trikot gegen den neuen Gesamtführenden Contador um acht Sekunden verloren. Nur sein Weißes Trikot konnte er verteidigen. Die Art und Weise, auf welche Contador die Führung in der Gesamtwertung übernommen hatte, löste Kritik aus. Contador entgegnete, er habe Schlecks Defekt nicht bemerkt. Nicolas Roche erreichte das Ziel mit etwa fünf Minuten Rückstand auf die Gruppe um Contador und verlor damit seine Chancen auf einen Platz unter den ersten Zehn der Gesamtwertung. Er zeigte sich verärgert über die verweigerte Hilfe von Gadret.

## Sprintwertungen
- 1. Zwischensprint in Clermont (Kilometer 55) (354 m)

| Erster  | Jeremy Hunt   | 6 Pkt. |
| Zweiter | Damien Monier | 4 Pkt. |
| Dritter | Jérôme Pineau | 2 Pkt. |
- 2. Zwischensprint in Fronsac (Kilometer 136) (495 m)

| Erster  | Sébastien Turgot | 6 Pkt. |
| Zweiter | Lloyd Mondory    | 4 Pkt. |
| Dritter | Sergei Iwanow    | 2 Pkt. |
- Ziel in Bagnères-de-Luchon (Kilometer 187,5) (645 m)

| Erster   | Thomas Voeckler       | 20 Pkt. |
| Zweiter  | Alessandro Ballan     | 17 Pkt. |
| Dritter  | Aitor Pérez           | 15 Pkt. |
| Vierter  | Lloyd Mondory         | 13 Pkt. |
| Fünfter  | Luke Roberts          | 12 Pkt. |
| Sechster | Francesco Reda        | 10 Pkt. |
| Siebter  | Alberto Contador      | 9 Pkt.  |
| Achter   | Samuel Sánchez        | 8 Pkt.  |
| Neunter  | Denis Menschow        | 7 Pkt.  |
| Zehnter  | Brian Vandborg        | 6 Pkt.  |
| 11.      | Johan Vansummeren     | 5 Pkt.  |
| 12.      | Andy Schleck          | 4 Pkt.  |
| 13.      | Jurgen Van Den Broeck | 3 Pkt.  |
| 14.      | Alexander Winokurow   | 2 Pkt.  |
| 15.      | Robert Gesink         | 1 Pkt.  |

## Bergwertungen
- Côte de Carla-Bayle, Kategorie 4 (Kilometer 30; 375 m; 3,1 km à 4,1 %)

| Erster  | Pierrick Fédrigo    | 3 Pkt. |
| Zweiter | Thor Hushovd        | 2 Pkt. |
| Dritter | Alessandro Petacchi | 1 Pkt. |
- Col de Portet-d’Aspet, Kategorie 2 (Kilometer 105; 1069 m; 5,8 km à 6,8 %)

| Erster   | Thomas Voeckler  | 10 Pkt. |
| Zweiter  | Sébastien Turgot | 9 Pkt.  |
| Dritter  | Lloyd Mondory    | 8 Pkt.  |
| Vierter  | Brian Vandborg   | 7 Pkt.  |
| Fünfter  | Aitor Pérez      | 6 Pkt.  |
| Sechster | Sergei Iwanow    | 5 Pkt.  |
- Col de Ares, Kategorie 2 (Kilometer 126,5; 797 m; 6,1 km à 4,7 %)

| Erster   | Thomas Voeckler   | 10 Pkt. |
| Zweiter  | Sébastien Turgot  | 9 Pkt.  |
| Dritter  | Brian Vandborg    | 8 Pkt.  |
| Vierter  | Johan Vansummeren | 7 Pkt.  |
| Fünfter  | Sergei Iwanow     | 6 Pkt.  |
| Sechster | Francesco Reda    | 5 Pkt.  |
- Port de Balès, Hors Catégorie (Kilometer 166; 1755 m; 19,3 km à 6,1 %)

| Erster   | Thomas Voeckler   | 40 Pkt. |
| Zweiter  | Aitor Pérez       | 36 Pkt. |
| Dritter  | Alessandro Ballan | 32 Pkt. |
| Vierter  | Johan Vansummeren | 28 Pkt. |
| Fünfter  | Brian Vandborg    | 24 Pkt. |
| Sechster | Lloyd Mondory     | 20 Pkt. |
| Siebter  | Sergei Iwanow     | 16 Pkt. |
| Achter   | Alberto Contador  | 14 Pkt. |
| Neunter  | Denis Menschow    | 12 Pkt. |
| Zehnter  | Luke Roberts      | 10 Pkt. |

## Aufgaben
- 129 – Mauro Santambrogio (BMC Racing Team): Aufgabe während der Etappe